# Ciutat metropolitana de Catània
La Ciutat metropolitana de Catània (en italià Città metropolitana di Catania) és una ciutat metropolitana que forma part de la regió de Sicília a Itàlia. La seva capital és Catània.
Limita al nord amb la ciutat metropolitana de Messina, a l'oest amb la província d'Enna i la província de Caltanissetta, i al sud amb la de província de Ragusa i la província de Siracusa.
Té una àrea de 3.573,68 km², i una població total de 1.114.205 Hab. (2016) Hi ha 58 municipis a la ciutat metropolitana.
El 2015 va reemplaçar a la província de Catània.